# Estée Lauder
Pour les articles homonymes, voir Lauder.
Estée Lauder, née Josephine Esther Mentzer le 1er juillet 1908 à New York et morte le 24 avril 2004 à New York, est une personnalité du monde des affaires américaine et une pionnière de la cosmétique moderne. Elle est, avec son époux Joseph, la cofondatrice d'Estée Lauder Inc..

## Carrière
Née dans le quartier de Corona, dans la circonscription new-yorkaise de Queens, elle est la fille d'immigrants juifs hongrois, Rose Schotz et Max Mentzer,. Sa mère est originaire de Sátoraljaújhely et son père de Gelle (aujourd'hui Holice en Slovaquie). Ses parents avaient immigré dans les années 1890.
Elle étudie à la Newtown High School d'Elmhurst dans le quartier de Queens et travaille avec ses huit frères et sœurs dans la quincaillerie familiale. Elle avouera plus tard qu'enfant, elle rêvait de devenir une actrice pour « avoir son nom en gros, recevoir des fleurs et rencontrer de beaux hommes ».
En 1930, elle épouse Joseph Lauder, avec qui elle crée son entreprise en 1946.
Son oncle, le docteur et chimiste John Schotz, fabrique des crèmes et des lotions dans son laboratoire. Un jour, elle décide de nommer l'une d'entre elles Super Rich All-Purpose Cream et commence à la vendre à ses amies, puis à des magasins de cosmétiques et des salons de beauté. En 1948, elle parvient notamment à convaincre le magasin de luxe new-yorkais Saks Fifth Avenue de distribuer ses produits, ce qui lui permet ensuite d'intégrer d'autres réseaux du même type.
En 1953, elle sort sa première fragrance, Youth-Dew, une huile de bain doublé d'un parfum. Au lieu d'utiliser leur fragrance comme les parfums français, en les plaçant derrière leurs oreilles, les acheteuses commencent à l'utiliser dans l'eau de leur bain. La première année, elle vend 50 000 bouteilles et en 1984, le produit atteint les 150 millions de bouteilles vendues.
Elle innove aussi en distribuant des échantillons gratuits et en faisant poser des célébrités pour les publicités de ses produits.
Lauder est le sujet d'un documentaire télévisuel en 1985 appelé Estée Lauder: The Sweet Smell of Success. Pour expliquer son succès, elle dit : « Je n'ai jamais travaillé un jour dans ma vie sans vendre. Si je crois en quelque chose, je le vends, et je le vends bien. ».
Elle a contribué financièrement (5 millions de dollars), après la chute du communisme, à la restauration de la grande synagogue de Budapest (ou synagogue Dohány), deuxième plus grande synagogue du monde après le Temple Emanu-El de New York.
Elle meurt le 24 avril 2004 à l'âge de 95 ans, d'un arrêt cardio-circulatoire dans son appartement de Manhattan.
Elle est la mère de Leonard Lauder (en) et de Ronald Lauder.

## Distinctions
- Chevalier de l'ordre national de la Légion d'honneur le 16 janvier 1978[10].